# Marin Ljubičić (labdarúgó, 2002)
Marin Ljubičić (Split, 2002. február 28.) horvát korosztályos válogatott labdarúgó, az Union Berlin játékosa.

## Pályafutása

### Klubcsapatokban
A Hajduk Split saját nevelésű labdarúgója. 2020. november 21-én mutatkozott be a második csapatban a Leon Kreković cseréjeként az NK Dugopolje ellen 1–0-ra elvesztett bajnoki mérkőzésen. 2021 tavaszán Paolo Tramezzani vezetőedző az első keretbe léptette fel. Március 2-án a kupában mutatkozott be az első csapatban az NK Zagreb ellen 3–0-ra megnyert találkozón. Március 20-án góllal debütált a bajnokságban a Šibenik ellen. Március 29-én 2026 nyaráig szóló profi szerződést írt alá a klubbal. Július 22-én a kazah Tobil Kosztanaj ellen két góllal mutatkozott be az UEFA Európa Konferencia Liga selejtezőjében.
2022. június 28-án vásárlási opcióval vette kölcsönbe az osztrák LASK Linz csapata. Július 16-án három góllal debütált a kupában a Schwarz-Weiß Bregenz ellen idegenben 9–1-re megnyert mérkőzésen. Egy héttel később gól és gólpasszal mutatkozott be a bajnokságban az Austria Klagenfurt ellen. Augusztus 6-án mesternégyest jegyzett a Wolfsberger ellen. Decemberben jelentették be, hogy végleg szerződtették és 2027 nyaráig írt alá. 100 tétmérkőzésen lépett pályára a klub színeiben és ezeken a találkozókon 36 gólt jegyzett.
2025. február 2-án a német Union Berlin szerződtette.

### A válogatottban
2021. szeptember 2-án mutatkozott be a Horvátország U21-es válogatottjában az Azeri U21-es labdarúgó-válogatott ellen. Öt nappal később a finn U21-esek ellen megszerezte első gólját.

## Statisztika
2024. december 12-én frissítve.
| Klub            | Szezon            | Bajnokság          | Bajnokság | Bajnokság | Kupa  | Kupa  | Nemzetközi | Nemzetközi | Összesen | Összesen |
| Klub            | Szezon            | Osztály            | Mérk.     | Gólok     | Mérk. | Gólok | Mérk.      | Gólok      | Mérk.    | Gólok    |
| --------------- | ----------------- | ------------------ | --------- | --------- | ----- | ----- | ---------- | ---------- | -------- | -------- |
| Hajduk Split II | 2020–21           | Druga HNL          | 1         | 0         | —     | —     | —          | —          | 1        | 0        |
| Hajduk Split II | Összesen          | Összesen           | 1         | 0         | 0     | 0     | 0          | 0          | 1        | 0        |
| Hajduk Split    | 2020–21           | Prva HNL           | 7         | 1         | 1     | 0     | —          | —          | 8        | 1        |
| Hajduk Split    | 2021–22           | Prva HNL           | 30        | 2         | 4     | 4     | 2          | 2          | 36       | 8        |
| Hajduk Split    | Összesen          | Összesen           | 37        | 3         | 5     | 4     | 2          | 2          | 44       | 9        |
| LASK Linz       | 2022–23 (kölcsön) | Osztrák Bundesliga | 28        | 12        | 5     | 4     | —          | —          | 33       | 16       |
| LASK Linz       | 2023–24           | Osztrák Bundesliga | 31        | 12        | 3     | 2     | 7          | 1          | 41       | 15       |
| LASK Linz       | 2024–25           | Osztrák Bundesliga | 16        | 4         | 2     | 0     | 6          | 1          | 26       | 5        |
| LASK Linz       | Összesen          | Összesen           | 75        | 28        | 10    | 6     | 13         | 2          | 100      | 36       |
| Union Berlin    | 2024–25           | Bundesliga         | 0         | 0         | —     | —     | —          | —          | 0        | 0        |
| Union Berlin    | Összesen          | Összesen           | 0         | 0         | 0     | 0     | 0          | 0          | 0        | 0        |
| Összesen        | Összesen          | Összesen           | 113       | 31        | 15    | 10    | 15         | 4          | 143      | 45       |

## Sikerei, díjai
- Hajduk Split
  - Horvát kupa: 2021–22

## Külső hivatkozások
- Marin Ljubičić adatlapja a Kicker oldalon (németül)
- Marin Ljubičić adatlapja a Transfermarkt oldalon (angolul)
- Marin Ljubičić adatlapja a Soccerway oldalon (angolul)